# Kleinobir
Kleinobir este o arie protejată (arie specială de conservare — SAC, sit de importanță comunitară — SCI) din Austria întinsă pe o suprafață de 1.452,3 ha, integral pe uscat.

## Localizare
Centrul sitului Kleinobir este situat la coordonatele 46°31′21″N 14°29′08″E / 46.5224°N 14.4856°E.

## Înființare
Situl Kleinobir a fost declarat sit de importanță comunitară în decembrie 2018 pentru a proteja 1 specie de plante. Situl a fost protejat și ca arie specială de conservare în decembrie 2018.

## Biodiversitate
Situată în ecoregiunea alpină, aria protejată conține 5 habitate naturale: Izvoare petrifiante cu formare de travertin (Cratoneurion), Grohotișuri medio-europene calcaroase, de la nivel colinar și montan, Pante stâncoase calcaroase cu vegetație casmofită, Păduri pe pante, grohotișuri și ravene de Tilio-Acerion, Păduri ilirice de Fagus sylvatica (Aremonio-Fagion).
La baza desemnării sitului se află o specie protejată de  plante: Buxbaumia viridis.